# Estêvão (procônsul)
Estêvão (em grego: Στέφανος; romaniz.: Stéphanos) foi um oficial bizantino do século VI, ativo durante o reinado do imperador Justiniano (r. 527–565).

## vida
Estêvão era nativo de Gaza, na Palestina Prima. Era oriundo de uma família rica e provavelmente teve irmãos. Antes de 535/536, a data de seu primeiro ofício confirmado, se sabe que reteve outros ofícios no Oriente e que serviu no correio imperial (como tribuno e notário ou agente nos assuntos). Em 535/536, quando ele e o duque da Palestina Arácio foram o assunto de um panegírico de Corício de Gaza, é mencionado como consular da Palestina Prima. Sua conduta em ofício foi reconhecida por sua honestidade financeira e respeito pela justiça. Suprimiu os salteadores egípcios que atacavam a Palestina e exterminou-os nas vias que ligavam Cesareia Marítima às demais cidades locais. Também acalmou a população de Cesareia quando houve indícios de um incêndio proposital, acabou com a ameaça de fome e salvaguardou o suprimento de água ao reparar aquedutos e construir os novos reservatórios.
Ajudou outras cidades na Palestina, que foram atacadas por bandidos e perturbadas por dissidência religiosa, ações inimigas (quiçá de sarracenos) e gangues. Conduziu programa de construção em Gaza, onde restaurou os muros da cidade, cobriu o Justinianeu, completou o teatro, construiu as termas de inverno e garantiu suprimentos de água para beber e tomar banho. Também construiu, com o bispo Marciano, a Igreja de São Sérgio. Sua devoção pelo dever foi relatada ao imperador Justiniano (r. 527–565) na embaixada composta por três sacerdotes e Corício expressa seu desejo que Arácio e Estêvão obtivessem ofícios mais altos, pois mereciam. Em 1 de julho de 536, Justiniano emitiu uma lei que elevou a posição do governador da Palestina Prima à de procônsul espetacular (em latim: spectabilis proconsul) e nomeou Estêvão, que ainda era governador, como o primeiro titular.